# Iveta Bieliková
Iveta Bieliková (ur. 17 sierpnia 1966 w Rużomberku) – słowacka koszykarka występująca na pozycji rozgrywającej, reprezentantka Czechosłowacji, a po rozpadzie – Słowacji.

## Osiągnięcia
Na podstawie, o ile nie zaznaczono inaczej.

### Drużynowe
- Mistrzyni:
  - Polski (2003)
  - Słowacji (1993–2002, 2005)
  - Czechosłowacji (1991–1993)
- Brązowa medalistka mistrzostw:
  - Słowacji (2006)
  - Węgier (2004)
  - Czechosłowacji (1990)
- 4. miejsce w Eurolidze (2002)
- Zdobywczyni Pucharu Słowacji (1997)
- Finalistka Pucharu Węgier (2004)
- Uczestniczka międzynarodowych rozgrywek Eurocup (2005/2006)

### Indywidualne
- Słowacka koszykarka roku (1990, 1996)[2]
- Liderka Euroligi w asystach (1992)

### Reprezentacja
Seniorska
- Wicemistrzyni Europy (1997)
- Uczestniczka:
  - igrzysk olimpijskich (1992 – 6. miejsce)[3][4]
  - mistrzostw:
    - świata (1990 – 4. miejsce, 1998 – 8. miejsce)
    - Europy (1991 – 5. miejsce, 1997)

  - kwalifikacji:
    - olimpijskich (1992)
    - do Eurobasketu (1997, 2001)
- Liderka igrzysk olimpijskich w:
  - średniej przechwytów (1992 – 5,4)[5]
  - liczbie:
    - strat (1992 – 22)
    - przechwytów (1992 – 27)